# Pratul Panchoe
Pratul Panchoe (2000) is een Surinaams schaker. Zijn hoogste fide-rating is 1837 (stand december 2019).

## Schaakcarrière
Panchoe was veertien jaar oud toen hij in 2014 uitkwam in het Rotary Business Chess Tournament. Hij speelde mee in de Open Class en bereikte een gedeelde derde plaats. Vickey Ramdat Tewarie won toen in deze klasse. In 2015 nam hij opnieuw deel en won hij de titel in de Open Class. Tijdens het eerste jeugdkampioenschap van Suriname, in 2016, behaalde hij een tweede plaats.
In juni 2017 was hij een van de Surinaamse afgevaardigden naar Barbados. Hier behaalde hij met 4,5 punten uit 9 wedstrijden de elfde plaats.
In januari 2018 deed Panchoe mee aan het snelschaakkampioenschap FayaFaya Mat dat de schaakclub Free First Move organiseerde. Panchoe won de titel van het kampioenschap waaraan meer dan honderd schakers deelnamen.
In april 2019 speelde Panchoe mee tijdens het CARIFTA-juniorenschaakkampioenschap (U20). Panchoe werd derde; de Surinamer Pierre Chang won het kampioenschap. In augustus van dat jaar speelde hij mee in de Fide Americas Caribbean Cup als hoogst geplaatste Surinamer van het toernooi. Hier eindigde hij op een vijfde plaats.
Tijdens de coronacrisis in Suriname (2020) werden de schaakwedstrijden in Suriname verplaatst naar het internet. De eerste wedstrijd die op deze manier gehouden werd, was de Arena Battle. Deze 5-daagse wedstrijd werd gewonnen door Panchoe.